# Shanawdithit
Shanawdithit (* vermutlich 1801; † 6. Juni 1829 in St. John’s (Neufundland)), auch Nancy April, war die vermutlich letzte Überlebende des in Neufundland beheimateten Indianerstammes der Beothuk.

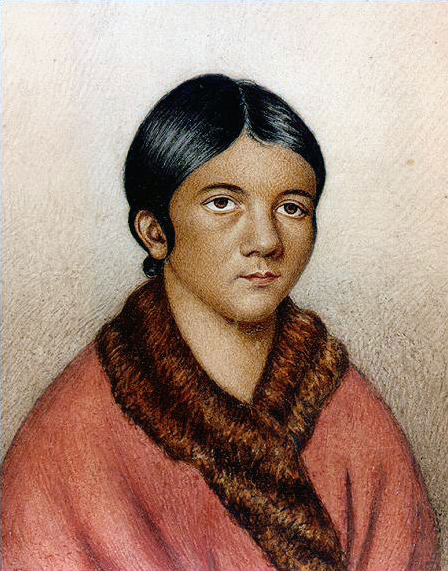
A female Red Indian of Newfoundland, William Gosse zugeschrieben, möglicherweise Shanawdithit oder Demasduit

Sie wurde im Jahre 1823 gemeinsam mit ihrer Mutter und deren Schwester von einer Gruppe englischer Siedler gefangen genommen. Man nimmt an, dass sie 1801 geboren wurde. Im Frühling 1823 starb ihr Vater, als er auf der Flucht vor einer Gruppe weißer Jäger im Eis einbrach. Hungrig und ohne männlichen Schutz irrten die drei Frauen umher, bis sie auf Weiße trafen. Man brachte die Beothuk-Frauen nach St. John’s, wo Shanawdithits Mutter und Tante an Tuberkulose starben.
Shanawdithit, die jetzt Nancy April hieß, wurde nach Exploits Island gebracht und arbeitete dort als Haushaltshilfe bei John Peyton jr. Im September 1828 brachte man sie zurück nach Saint John’s zu William Cormack, der Aufzeichnungen über ihr Leben bei den Beothuk machte. Er lehrte sie die englische Sprache und erkannte ihr zeichnerisches Talent. Sehr bald konnte sie sich mit ihm, unterstützt durch Zeichnungen, auf Englisch verständigen. Es ist allerdings nur ein Porträt von Shanawdithit bekannt. Sie blieb in Cormacks Obhut, bis er im Frühjahr 1829 aus Neufundland abreiste.
Shanawdithits Gesundheit war schon in den Jahren zuvor labil und verschlechterte sich seitdem rapide. Dr. William Carson kümmerte sich in den letzten Lebenswochen um sie. Sie starb am 6. Juni 1829 im St. John’s Hospital an Tuberkulose. Nach ihrem Tod wurde ihr Schädel zu Studienzwecken in das Royal College of Physicians nach London gebracht, wo er im Zweiten Weltkrieg bei einem Luftangriff verloren ging. Ihre sterblichen Überreste hat man auf dem alten Friedhof im Süden von Saint John’s beerdigt. Der Friedhof wurde 1903 wegen eines Eisenbahnbaus verlegt, aber es gibt ein Denkmal an dieser Stelle mit der Inschrift:
Am Standort dieses Denkmals befand sich in der Zeit von 1859 bis 1963 die Gemeindekirche der Heiligen Jungfrau Maria. Fischer und Seeleute aus vielen Häfen fanden eine geistliche Heimat in ihren heiligen Wänden. In der Nähe dieser Stelle lag das Grab von Nancy Shanawdithit, wahrscheinlich die letzte Beothuk. Sie starb am 6. Juni 1829.
Shanawdithit ist bei den Neufundländern sehr populär. Im Jahr 1999 wählten sie die Leser der Zeitung The Telegram zur bemerkenswertesten Ureinwohnerin der letzten 1.000 Jahre. Die kanadische Bundesregierung ehrte sie am 15. November 2000 dadurch, dass sie sie zu einer „Person von nationaler historischer Bedeutung“ erklärte.